# Mehr Alkohol
Mehr Alkohol ist eine EP der Hamburger Punkband Abwärts. Die EP erschien 1988 bei Normal Records im Indigo-Vertrieb im 12″-Format und als Maxi-CD. Außerdem erschien noch eine 7″-Single mit dem Titelstück sowie der ursprünglichen Albumversion des Stücks Alkohol auf der B-Seite.

## Entstehungsgeschichte
Das Single-Auskopplung Alkohol – eine Interpretation des Charles-Aznavour-Chansons Du läßt Dich geh'n – aus dem selbstbetitelten Abwärts-Album war unerwartet wie bereits die Abwärts-Debüt-Single Computerstaat ein Independent-Hit geworden. Beflügelt von diesem Erfolg ging Abwärts-Band-Gründer und -Kopf Frank „Frank Z.“ Ziegert zusammen mit Abwärts-Gründungsmitglied FM Einheit, der sich mittlerweile auf seine andere Band Einstürzende Neubauten konzentrierte, zurück ins Studio, um eine kommerziellere Abmischung des Songs zu produzieren. Bei der Produktion unterstützt wurden die beiden von Blank Fontana. Das Ergebnis wurde am 8. April 1988 als einseitig bespielte Promo-Single an die deutschen Radiosender verschickt. Obwohl Ziegert zu diesem Zeitpunkt nicht vorhatte, Abwärts als richtige Band zu reformieren, stellten er und FM Einheit Anfang des Jahres 1988 einige Musiker zusammen und spielten vom 8. bis 12. April 1988 vier Konzerte zur Vorbereitung der Single-Neuveröffentlichung. Diese erschien im Mai 1988 unter dem Titel Mehr Alkohol und enthielt außerdem die ursprüngliche Single-Version von Alkohol sowie auf der B-Seite einige aktuelle Live-Aufnahmen. Das Video wurde am 28. Mai 1988 in der Musiksendung Formel Eins vorgestellt.

## Titelliste
Seite A
1. Mehr Alkohol – 5:19 (Interpretation des Chansons Du lässt Dich geh'n von Charles Aznavour)
2. Alkohol (Albumversion) – 3:27 (Interpretation des Chansons Du läßt Dich geh'n von Charles Aznavour)

Seite B
1. White House [Live 1988] – 3:42
2. Beim ersten Mal [Live 1988] – 3:21
3. Computerstaat [Live 1988] – 2:13
4. Beirut, Holiday Inn [Live 1988] – 3:26
5. Liz + Richard [Live 1988] – 4:16

## Liedinformationen
Bei Alkohol handelt es sich um eine Interpretation des Chansons Du läßt Dich geh'n von Charles Aznavour.
Die fünf Stücke auf der B-Seite wurden in der Besetzung Frank Z., FM Einheit, Peter Horn, Elf, Uwe Bastiansen, Blank Fontana und Thomas Stern eingespielt.

## Veröffentlichungen
Neben der 12″-EP wurde Mehr Alkohol auch als Maxi-CD und ohne die fünf Live-Stücke auch als 7″-Single veröffentlicht.
Von der Single wurden insgesamt 5500 Stück abgesetzt.